# Västerlanda distrikt
Västerlanda distrikt är ett distrikt i Lilla Edets kommun och Västra Götalands län. 
Distriktet ligger sydväst om Lilla Edet. 

## Tidigare administrativ tillhörighet
Distriktet inrättades 2016 och utgörs av socknen Västerlanda i Lilla Edets kommun.
Området motsvarar den omfattning Västerlanda församling hade vid årsskiftet 1999/2000.